# Schaefferia quadrioculata
Schaefferia quadrioculata is een springstaartensoort uit de familie van de Hypogastruridae. De wetenschappelijke naam van de soort is voor het eerst geldig gepubliceerd in 1939 door Stach.